# (23183) 2000 OY21
2000 أو واي 21 (ويعرف أيضًا باسم (23183) 2000 أو واي 21 وفق تسمية الكوكب الصغير) (بالإنجليزية: 2000 OY21)‏ هو كويكب ضمن حزام الكويكبات؛ وترتيبه 23183 من حيث الاكتشاف.
اكتُشف هذا الجُرم الفلكي بواسطة روبرت إتش ماكنوت في 28 يوليو 2000.

## وصلات خارجية
- (23183) 2000 OY21 في قاعدة بيانات مختبر الدفع النفاث لأجرام النظام الشمسي الصغيرة

- الاكتشاف · مخطط المدار ·  العناصر المدارية · المعلمات المادية

- (23183) 2000 OY21 على موقع ويكي سكاي: DSS2, SDSS, GALEX, IRAS, Hydrogen α, X-Ray, Astrophoto, Sky Map, Articles and images